# Rockdale (Illinois)
Rockdale és una població dels Estats Units a l'estat d'Illinois. Segons el cens del 2000 tenia 1.888 habitants.

## Demografia
Segons el cens del 2000, Rockdale tenia 1.888 habitants, 762 habitatges, i 473 famílies. La densitat de població era de 922,7 habitants/km².
Dels 762 habitatges en un 30,2% hi vivien nens de menys de 18 anys, en un 45% hi vivien parelles casades, en un 10,8% dones solteres, i en un 37,8% no eren unitats familiars. En el 31,1% dels habitatges hi vivien persones soles l'11,4% de les quals corresponia a persones de 65 anys o més que vivien soles. El nombre mitjà de persones vivint en cada habitatge era de 2,47 i el nombre mitjà de persones que vivien en cada família era de 3,11.
Per edats la població es repartia de la següent manera: un 25,2% tenia menys de 18 anys, un 9,4% entre 18 i 24, un 32,3% entre 25 i 44, un 20,6% de 45 a 60 i un 12,6% 65 anys o més.
L'edat mediana era de 34 anys. Per cada 100 dones de 18 o més anys hi havia 93,4 homes.
La renda mediana per habitatge era de 39.954 $ i la renda mediana per família de 47.232 $. Els homes tenien una renda mediana de 35.761 $ mentre que les dones 24.375 $. La renda per capita de la població era de 18.738 $. Aproximadament el 7,7% de les famílies i el 9,3% de la població estaven per davall del llindar de pobresa.

## Poblacions properes
El següent diagrama mostra les poblacions més properes.